# 関村オリエ
関村 オリエ（せきむら オリエ）は、人文地理学を専門とする日本の地理学者、群馬県立女子大学文学部准教授。国内では、多摩ニュータウンをフィールドとして、ジェンダー地理学の観点から、男性退職者の地域社会への参加について調査した論考などを発表している。
2009年までは「木村オリエ」名義で論文等を発表していたが、2010年以降は「関村オリエ」となっている。

## 経歴
2001年に東京学芸大学教育学部を卒業し、2004年に同大学大学院教育学研究科修士課程を修了した。お茶の水女子大学大学院人間文化創成科学研究科博士課程に進み、2009年に「ジェンダーの視点からみた都市郊外空間の変容と地域への住民参加」により、お茶の水女子大学から博士（社会科学）を取得した。
2009年には、前年『人文地理』に掲載された論文「都市郊外における自治体のアウトソーシングと主婦の起業－多摩ニュータウン南大沢地区の事例－」により、人文地理学会学会賞論文部門を受賞した。
2010年に群馬県立女子大学文学部専任講師となり、2015年には准教授へと昇任した。

## おもな著書

### 単著
- 都市郊外のジェンダー地理学、古今書院、2018年